# Rørgræs
Rørgræs (Phalaris arundinacea) er et 60-200 cm højt græs, der vokser fx i grøfter og på enge.

## Beskrivelse
Rørgræs er en flerårig urt med en tæppedannende vækst og oprette skud, der er hårløse, runde i tværsnit og udstyret med ”knæ”. Bladene sidder spredt, og de er bredt linjeformede og flade med fint tandet rand. De har åben bladskede, og begge bladsider er ensartet lysegrønne. Bladene får gul høstfarve.
Blomstringen sker i juni-juli, hvor man ser duskformet sammentrykte småaks danne endestillede toppe. De enkelte småaks har kun én blomst hver, og de mangler stak. Frugterne er nødder.
Rodnettet består af kraftige, krybende jordstængler, der bærer overjordiske skud og et kraftigt netværk af trævlerødder.
Højde x bredde og årlig tilvækst: 1,50 x 0,50 m (150 x 10 cm/år).

## Voksested
Arten hører hjemme på hele den nordlige halvkugle, og den foretrækker lysåbne voksesteder med konstant fugtig og næringsrig jordbund.
I Danmark er den almindelig i det meste af landet langs søbredder, vandløb, i grøfter og på enge. Rørgræs findes ikke på Læsø.
På grus- og sandbanker langs floderne Shannon, Liffey og Suir i Irland menes den at tilhøre den potentielle, naturlige vegetation sammen med bittersød natskygge, burresnerre, giftig klaseskærm, gråpil, gærdesnerle, stor nælde og tykakset star
. (engelsk)
| Portal | Portal:Botanik |

## Note
1. ↑  www.ria.ie: J.R. Cross: The Potential Natural Vegetation of Ireland